# Вандель, Пауль
Па́уль Ва́ндель (нем. Paul Wandel; 16 февраля 1905, Мангейм, Великое герцогство Баден — 2 июня 1995 или 3 июня 1995, Берлин) — первый министр народного образования и молодёжи Германской Демократической Республики.

## Биография
С 1919 года Вандель учился на электромеханика и в 1925—1929 годах работал на мангеймском заводе. В 1919 году Вандель вступил в молодёжную социалистическую организацию, в 1923 году — в Коммунистический союз молодёжи Германии, в 1926 году — в Коммунистическую партию Германии. В 1930—1931 годах работал секретарём окружного отделения КПГ в Бадене, в 1930—1932 годах возглавлял фракцию КПГ в городском совете Мангейма.
В 1931—1936 годах Вандель был слушателем, аспирантом и преподавателем Международной ленинской школы в Москве, вступил в КПСС. Работал в Институте Маркса и Энгельса и личным секретарём Вильгельма Пика в отделе балканских стран Исполнительного комитета Коммунистического интернационала. С 1941 года руководил немецкой группой школы Коммунистического интернационала в Кушнаренкове и в 1943 году вошёл в иностранное бюро КПГ в Москве.
В 1945—1949 годах Вандель был назначен председателем Немецкого центрального управления народного образования и с 1946 года состоял в правлении и ЦК СЕПГ. В 1949—1950 и в 1954—1958 годах Вандель избирался депутатом Народной палаты ГДР. В 1949—1950 годах Вандель стал первым министром народного образования и молодёжи ГДР. В 1950—1952 годах занимал должность министра народного образования.
В 1957 году Вандель получил строгое предупреждение за реформистские тенденции в школьном образовании и недостаточно проявленную твёрдость в осуществлении культурно-политической линии СЕПГ. После этого Вандель бы направлен на дипломатическую работу и являлся до 1961 года послом ГДР в КНР, до 1964 года — заместителем министра иностранных дел ГДР, до 1975 года — председателем, а до 1984 года — заместителем председателя Лиги дружбы народов. В 1983—1990 годах Вандель возглавлял Комитет ГДР-КНР.
Похоронен на 3-м Панковском кладбище в Берлине.

## Сочинения
- Wilhelm Pieck, dem Vorkämpfer für ein neues Deutschland zum 70. Geburtstag. Neuer Weg, Berlin 1946
- Die demokratische Einheitsschule, Rückblick und Ausblick. Volk und Wissen, Berlin 1947.
- Reden zur Kulturpolitik, Volk und Wissen, Berlin 1955.
- Wie es zur Oder-Neisse-Grenze kam. Dietz, Berlin 1955.